# Palićka olimpijada
Palićka olimpijada je športsko natjecanje u Paliću, koje je organizirao je 1880. godine Subotičanin Lajos Vermes i njegova braća Bela i Nandor po uzoru na starogrčke Olimpijske igre. Po tome je ovo natjecanje preteče suvremenih Olimpijskih igara.
Braća Vermes su kraj svoje vile napravili športsku infrastrukturu: terene i športski hotel. Iako su bili plemstvo, te velike investicije su ih dovele u bankrot.
26. kolovoza 1880. su bila održana prva natjecanja. Broj disciplina se povećavao, tako da su se održavala u gimnastici, trčanju, plivanju, hrvanju, skoku udalj, vožnji bicikla, boksu i bacanju kugle. Olimpijada se održavala sve do 1914., kada je Prvi svjetski rat prekinio ova natjecanja.
Prvi pokušaj obnove je bio 1982., a napokon je obnovljena je 2000. godine.
Ljetnja Palićka olimpijada počinje 1. svibnja i traje sve do zadnjeg vikenda u mjesecu kolovozu.
Zimska Palićka olimpijada se održava u ovim športovima: hokeju, klizanju na zaleđenom jezeru i brzome klizanju te jedrenju. Kao i ljetnja, traje cijele sezone.
Održava se pod geslom Važno je sudjelovati.
U čast utemeljitelju ovih igara je 2004. postavljen spomenik na obali Palićkog jezera, rad kiparice Vere Gabrić-Počuče.

## Vanjske poveznice
- Radio Subotica  Arhivirana inačica izvorne stranice od 4. ožujka 2021. (Wayback Machine) Od Palića do Pekinga, 18. kolovoza 2008. (spomenik Lajosu Vermesu)
- (srp.) Dnevnik  Arhivirana inačica izvorne stranice od 4. listopada 2008. (Wayback Machine) Đuri je i Berlin aplaudirao, 5. kolovoza 2004.
- (srp.) RTV Vojvodine Palićka olimpijada - preteča modernih olimpijskih igara, 15. kolovoza 2008.
- (srp.) Politika[neaktivna poveznica] Subotičanin preteča Kubertena